# 希里火山
希里火山是一座位於印度尼西亞希里島上火山，該島嶼寬為3（1.9英里），於特爾納特島北邊，同時是哈馬黑拉島西海岸火山島鍊的最北端，屬於摩鹿加群島。該火山的類型是錐形火山，海拔高度630（2,067英尺），而鄰近的特爾納特島上的瓜馬拉馬火山海拔高度為1,716（5,630英尺）。
這座島嶼在二戰時期曾被同盟國Z特種突擊隊當作據點，時間約在1945年4月9至10間，將當時的特爾納特島蘇丹伊斯蘭德·穆罕默德·賈比爾·敘亞（Iskander Muhammad Jabir Syah）從日本占領區搶救出來。蘇丹及其家人在夜間從特爾納特島橫渡到希里島，Z特種突擊隊隔天就將他們從日本軍隊中日本占領區搶救出來。後來美國海軍用[[PT艇]將]蘇丹一家人送往摩羅泰島。

## 外部連結
- . 全球火山作用计划. 史密森尼学会.
- Volcanological Survey of Indonesia（页面存档备份，存于）